# Hugo Rokyta
Hugo Rokyta (24. listopadu 1912, Kaminsk (Polsko) – 16. března 1999, Třebíč) byl český kulturní historik, etnograf, heraldik a ochránce památek. Zabýval se zejména česko-rakouskými a česko-německými vztahy v literatuře a v kultuře vůbec.

## Život
Narodil se v česko-rakouské nebo sudetoněmecké rodině stavitele ve Slezsku, maturoval v Brně. V letech 1931–1938 studoval údajně na Filozofické fakultě Německé UK literární dějiny, slavistiku, germanistiku, národopis a dějiny umění. Jako student byl od roku 1936 sekretářem a tiskovým tajemníkem koalice německých křesťanských demokratů v parlamentu a také asistentem německého ministra československé vlády Erwina Zajička. Zúčastnil se řady konferencí, včetně konference „Proti fašismu a válce“ roku 1938 v Paříži.
Oženil se s Brigittou Neumannovou, českou Němkou z Frýdlantu, a měli jednoho syna. Už v roce 1939 ho nacisté zatkli a do roku 1945 věznili v koncentračních táborech Dachau a Buchenwald. Brigitta se s ním i přes nátlak německých úřadu odmítla rozvést, stejně jako Hugo Rokyta s ní po roce 1945.
Po návratu z koncentračního tábora jako aktivní katolík i kvůli své německé ženě obtížně hledal uplatnění. Krátce byl redaktorem v nakladatelství Orbis a poté nastoupil jako odborný pracovník v Památkovém úřadu, od roku 1958 ve Státním ústavu památkové péče a ochrany přírody, kde pracoval až do důchodu. Dostudoval na FF UK a promoval roku 1952 u prof. Karla Chotka prací o Legendě o sv. Kateřině a počátcích lidového divadla.
Po jistém uvolnění poměrů v 60. letech mohl přednášet i v cizině a Salcburská univerzita ho jmenovala čestným profesorem. Roku 1965 obdržel Herderovu cenu Vídeňské univerzity. 

## Církevně politické aktivity
Byl dlouholetým laickým členem Řádu maltézských rytířů. Patřil do okruhu poradců a spolupracovníků kardinála Tomáška. Za českou stranu se podílel na politických kontaktech s Vatikánem, jednak prostřednictvím vídeňského arcibiskupa a kardinála Franze Königa, a v letech 1974–1986 byl v kontaktu s prezidentem Rakouska Rudolfem Kirchschlägerem. Pracoval však na obou stranách politického spektra: jako tajný spolupracovník StB pod krycím jménem Moravan i jako objekt jejího zájmu, protože jeho činnost sledovali jiní agenti StB

### Ocenění
- 1965 Herderova cena (Johann-Gottfried-von-Herder-Preis, Vídeňská univerzita)
- 1967 Winckelmannova medaile města Stendal
- 1972 Komenského medaile města Fulneku
- 1989 rytíř komandér Řádu sv. Řehoře Velikého
- 1989 Rakouský kříž za vědu a umění
- Goethova medaile
- Záslužný řád Spolkové republiky Německo
- 1995 čestný občan města Horní Planá

## Dílo
V Památkovém úřadu se významně zasloužil o záchranu mnoha církevních památek, náhrobků i šlechtických sídel, především za komunistického režimu v 50. letech 20. století, kdy staré památky vadily při prosazování ateismu a oficiálním odsuzování buržoazní i feudální společnosti. Rokyta se zasazoval neoblomně za záchranu četných, téměř již odepsaných památek. Vedl edici monografií o českých a moravských hradech a zámcích, do níž sám také přispíval.
Jako literární historik se zabýval hlavně česko-rakouskými vztahy, například dílem Rainera Maria Rilkeho, Adalberta Stiftera a dalších. Významně se podílel na založení Památníku A. Stiftera v Horní Plané, kde se stal čestným občanem. Podrobně prozkoumal literární okruh kněžny Zaháňské a dílo básnířky Emilie von Binzer, v níž nalezl prototyp komtesy Hortensie z Babičky Boženy Němcové.